# Ernst Maria Großheim
Ernst Maria Großheim (* 19. September 1832 in Torgau; † 14. Juni 1880 in Flensburg) war ein deutscher Sanitätsoffizier und Naturfreund.

## Leben
Ernst Maria Großheim wurde in Torgau an der Elbe als Sohn eines Militärrichters geboren. Er studierte Medizin in Berlin und schloss 1859 mit der Promotion ab. Er wird 1861 als Assistenzarzt beim Rheinischen Kürassier-Regiment (Nr. 8) erwähnt.
Großheim nahm 1864 auf preußischer Seite als Militärarzt am zweiten Deutsch-Dänischen Krieg teil und wurde für seinen Einsatz mit der Kriegsdenkmünze für 1864 ausgezeichnet. Im Jahr 1867 wurde er Stabs- und Garnisonsarzt in Sonderburg, das unter dem Namen Nordschleswig (dänisch Sønderjylland) als Folge des Krieges zur preußischen Provinz Schleswig-Holstein gehörte.
In Sonderburg erwarb er für sich und seine Familie ein Haus und wurde damit wahlberechtigter Bürger der Stadt. Er setzte er sich insbesondere für Verbesserungen im städtischen Armenwesen ein. 1872 wurde Großheim zum Schleswig-Holsteinischen Dragoner-Regiment Nr. 13 nach Flensburg versetzt und zum Oberstabs- und Regimentsarzt befördert. Auch hier engagierte er sich für städtische und bürgerschaftliche Belange.
Nachdem er seinen Militärdienst altersbedingt quittiert hatte, praktizierte er als Privatier am Nordermarkt in Flensburg weiter, wo er auch eine Praxis für Heilgymnastik und Orthopädie betrieb. Ihm wurde die besondere Gabe nachgesagt, das Vertrauen seiner Patienten zu erwecken und zu erhalten.
Er starb 1880 nach längerem Leiden in Flensburg und wurde auf dem dortigen Mühlenfriedhof bestattet.

## Rettung des Kollunder Waldes

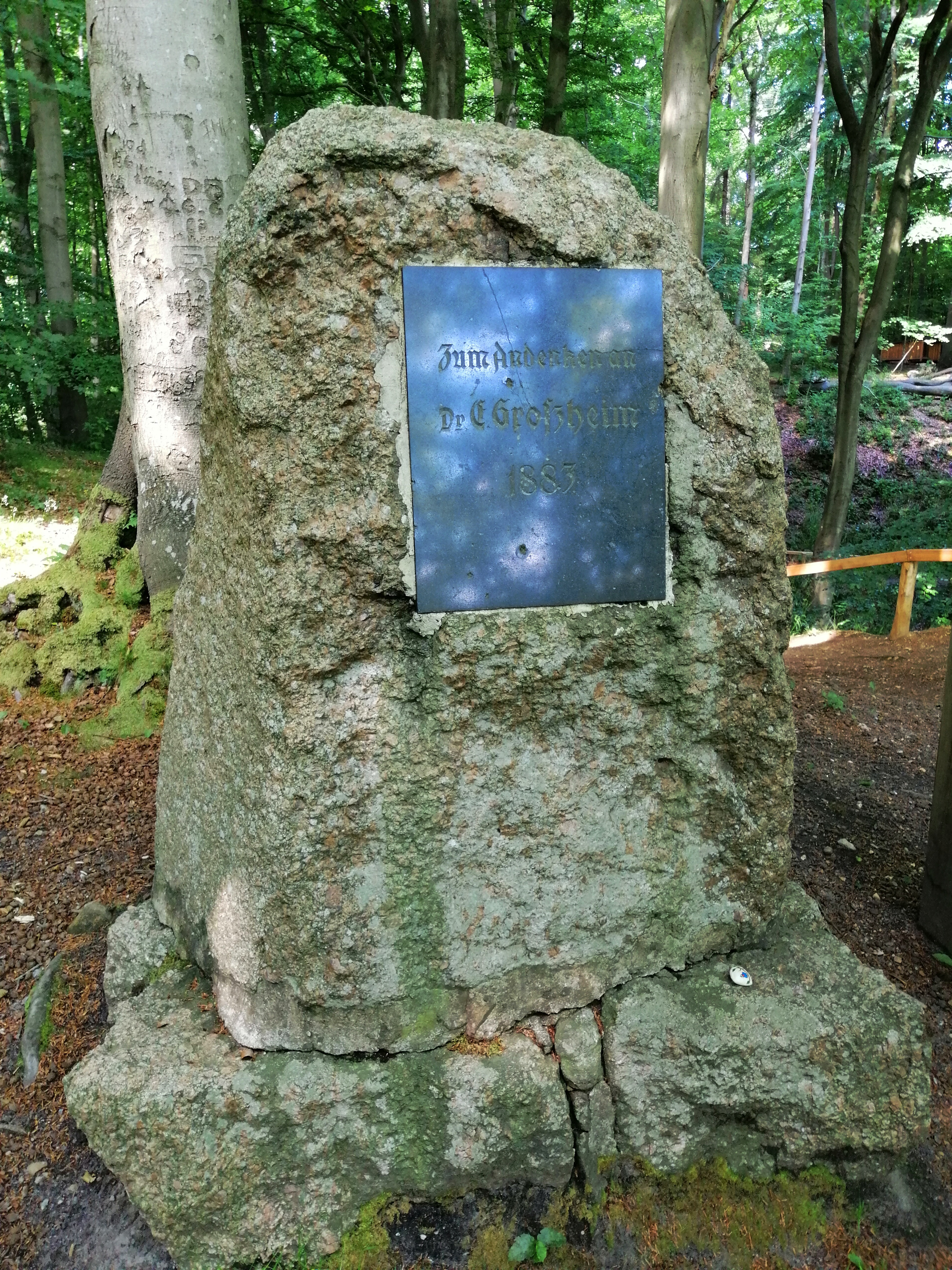
Gedenkstein für Ernst Maria Großheim im Kollunder Wald

Besondere Verdienste erwarb sich Großheim mit seinem Einsatz für den Erhalt des Kollunder Waldes. Großheim wollte diesen Wald zur Naherholung der Flensburger unbedingt erhalten. Als in den 1870er Jahren die damaligen privaten Besitzer den Wald abholzen wollten, um stattdessen Grundstücke für Villen an dem nördlichen Ufer der Flensburger Förde zu verkaufen, gründete er die wohl erste Bürgerinitiative Flensburgs, das „Comité zum Ankauf des zur Abholzung bestimmten bewaldeten Terrains in Collund“. Mitstreiter war der Bürgermeister und spätere Oberbürgermeister Wilhelm Toosbüy. Bürger und die Stadt gaben je 2000 Taler zum Kauf und damit zur Rettung des Waldes. Damit kam ein großer Teil des Kollunder Waldes 1879 in den Besitz der Stadt Flensburg.
Nach dem Ersten Weltkrieg musste Preußen Nordschleswig auf Grund der Volksabstimmung in Schleswig 1920 an Dänemark abtreten. Die Stadt Flensburg blieb aber auch nach der neuen Grenzziehung Eigentümerin des Kollunder Waldes. Im Jahre 2006 verkaufte die Stadt den Wald an einen dänischen Forstwirt unter der Bedingung, dass der Wald weiterhin erhalten und öffentlich zugänglich bliebe. Seit Oktober 2017 gehört der Forst dem Danske Naturfond.
Auf dem heutigen Wanderweg Gendarmstien im Kollunder Wald steht ein schlichter Granitstein mit der Aufschrift „Zum Andenken an Dr. E. Großheim. 1883“.

## Aktivitäten in Flensburger Vereinen
- Großheim gehörte zu den Gründungsmitgliedern des Flensburger Verschönerungsvereins.
- Der 1876 gegründete Flensburger Schachclub erlebte unter seiner Präsidentschaft von 1878 bis 1880 eine erste Blütezeit (30 Mitglieder bei damals ca. 40.000 Einwohnern).
- 1877 wurde er vom Kriegerverein als Oberstabsarzt a. D. zum Ehrenmitglied ernannt.